# Стерн, Дэвид (актёр)
Дэ́вид Стерн (англ. David Sterne), настоящая фамилия — Сто́ун (англ. Stone) — английский актёр.

## Карьера
Дэвид дебютировал в кино в 1969 году, сыграв роль Дика в эпизоде «Стив» телесериала «Субботний ночной театр на независимом телевидение». В 2005 году Стерн сыграл роль министерского волшебника «Гарри Поттер и Кубок огня». Всего он сыграл в 109-ти фильмах и телесериалах.

## Личная жизнь
Дэвид трижды был женат.

## Фильмография
| Год       |   | Русское название                                  | Оригинальное название                      | Роль                                                                          |
| --------- | - | ------------------------------------------------- | ------------------------------------------ | ----------------------------------------------------------------------------- |
| 1969      | с | Субботний ночной театр на независимом телевидение | ITV Saturday Night Theatre                 | Дик                                                                           |
| 1975      | ф | Королевский блеск                                 | Royal Flash                                | полицейский                                                                   |
| 1977      | ф | Синдбад и глаз тигра                              | Sinbad and the Eye of the Tiger            | Абу-Сир                                                                       |
| 1978      | с | Семёрка Блейка                                    | Blake's 7                                  | гвардеец                                                                      |
| 1981      | ф | Змеиный яд                                        | Venom                                      | водитель                                                                      |
| 1990—2008 | с | Чисто английское убийство                         | The Bill                                   | мистер Грэй/Дес Харви/Маки/Мик Китсон/Тим Фелан/Оливер Стейплтон/Тимми Хамфри |
| 1994      | с | Викарий из Дибли                                  | The Vicar of Dibley                        | злой мужчина                                                                  |
| 1996      | ф | Прожить жизнь с Пикассо                           | Surviving Picasso                          | ждущий мужчина                                                                |
| 1997      | ф | С феями — шутки плохи                             | Photographing Fairies                      | надзиратель                                                                   |
| 1998      | ф | Мумия: Принц Египта                               | Tale of the Mummy                          | Моррис                                                                        |
| 2000      | с | Воскрешая мёртвых                                 | Waking the Dead                            | Харви                                                                         |
| 2001      | ф | История рыцаря                                    | A Knight's Tale                            | рыцарь в отставке                                                             |
| 2004      | ф | Ярмарка тщеславия                                 | Vanity Fair                                | королевский водитель автобуса с почтой                                        |
| 2005      | ф | Гарри Поттер и Кубок огня                         | Harry Potter and the Goblet of Fire        | министерский волшебник                                                        |
| 2006      | ф | Пираты Карибского моря: Сундук мертвеца           | Pirates of the Caribbean: Dead Man's Chest | эдинбургский повар                                                            |
| 2007      | ф | Золотой век                                       | Elizabeth: The Golden Age                  | виноторговец                                                                  |
| 2008      | ф | Рок-н-рольщик                                     | RocknRolla                                 | бармен                                                                        |
| 2009      | ф | Бойня                                             | Slaughter                                  | Йорген                                                                        |
| 2009      | ф | Рок-волна                                         | The Boat That Rocked                       | капитан Мэрианн                                                               |
| 2009      | с | Робин Гуд                                         | Robin Hood                                 | старик                                                                        |
| 2009      | ф | Дориан Грей                                       | Dorian Gray                                | театральный менеджер                                                          |
| 2009      | с | Мерлин                                            | Merlin                                     | аптекарь                                                                      |
| 2017      | с | Падение Ордена                                    | Knightfall                                 | Жак де Моле                                                                   |